# Villers-Buzon
Villers-Buzon is een gemeente in het Franse departement Doubs (regio Bourgogne-Franche-Comté) en telt 236 inwoners (1999). De plaats maakt deel uit van het arrondissement Besançon.

## Geografie
De oppervlakte van Villers-Buzon bedraagt 3,2 km², de bevolkingsdichtheid is 73,7 inwoners per km².

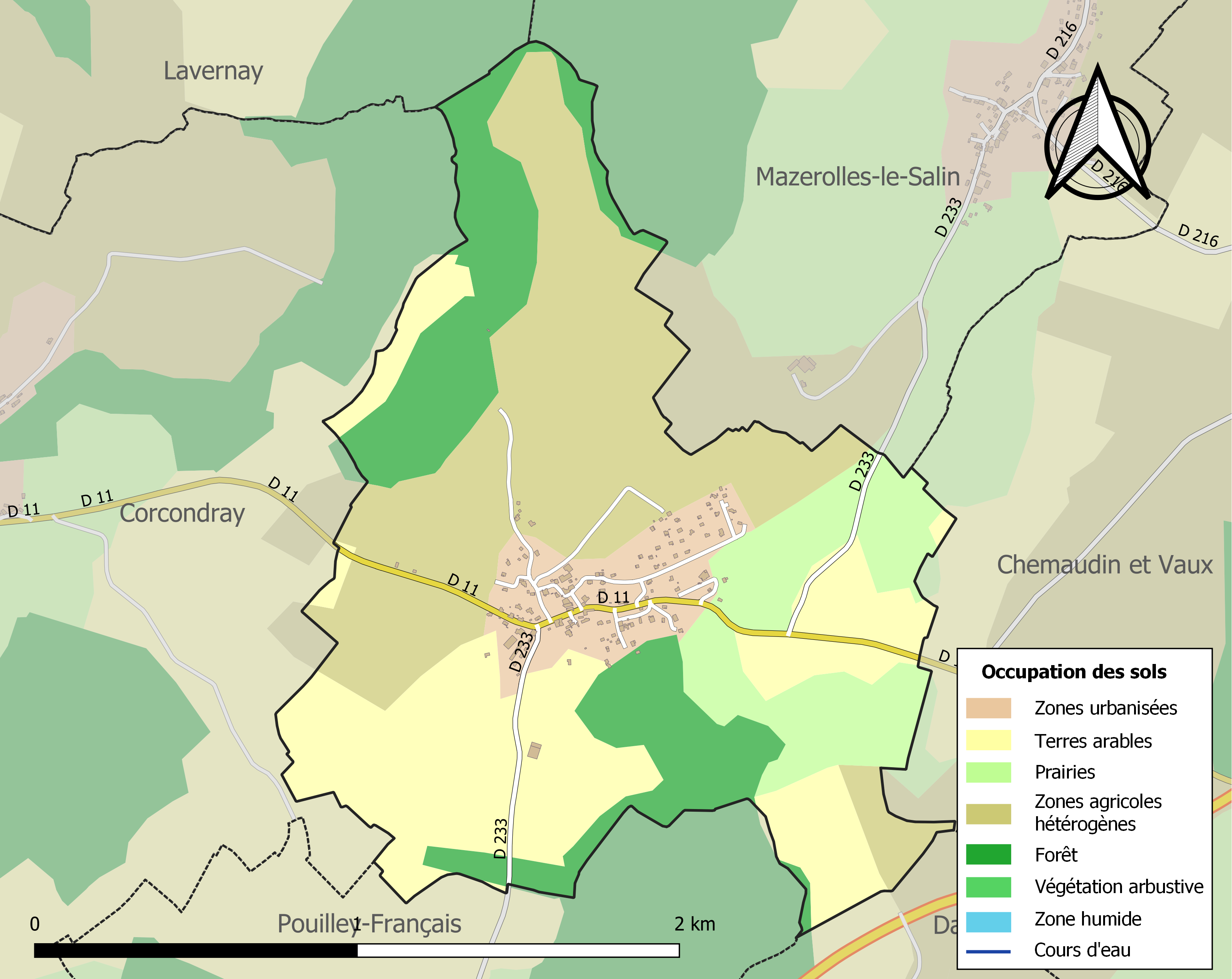
Kaart van de gemeente met de belangrijkste infrastructuur, bodemgebruik en omliggende gemeenten

## Demografie
Onderstaande figuur toont het verloop van het inwonertal (bron: INSEE-tellingen).